# Elezioni presidenziali in Argentina del 2007
Le elezioni presidenziali in Argentina del 2007 si tennero il 28 ottobre. Esse videro la vittoria di Cristina Fernández de Kirchner, consorte del Presidente uscente Néstor Kirchner.

## Contesto

### Definizione delle candidature
Il 2 giugno del 2007 il capo di gabinetto del governo del Presidente Néstor Carlos Kirchner annuncia che il presidente non si sarebbe candidato alle successive elezioni presidenziali proponendo la candidatura della moglie, nonché first lady (primera dama).
Il 19 luglio ottiene l'appoggio del Fronte per la Vittoria, del Partito Giustizialista e di altri movimenti di sinistra e di centro. Settori dell'Unione Civica Radicale di tendenza socialista guidati dal governatore della Provincia di Mendoza Julio Cobos hanno deciso di appoggiare la candidata del governo. Cobos diventa il candidato alla vicepresidenza.
Intanto nell'opposizione sono state definite le candidature, Elisa Carrió del partito Alternativa per una Repubblica Egualitaria (centrosinistra) annuncia la creazione di un'altra forza politica aperta anche a movimenti centristi e radicali. L'11 aprile 2007 la Carrió fonda la Coalizione Civica e annuncia l'alleanza con il Partito Socialista creando un'alternativa di un altro centrosinistra diverso da quello dei Kirchner considerato come populista. La leader della CC diventa la candidata ufficiale della coalizione CC-PS e il segretario del PS Rúben Giustiniani corre per la vicepresidenza.
L'Unione Civica Radicale dopo aver perso alcuni settori della sinistra teme di perdere elettori e per questo motivo lo storico leader dell'UCR propone la candidatura di Roberto Lavagna del Partito Giustizialista ed ex ministro dell'Economia di Kirchner che nel 2005 ha abbandonato la carica dopo la polemica con Kirchner per averi rifiutato la firma del Trattato di Libero Scambio con gli Stati Uniti d'America. Lavagna si candida con un programma socialdemocratico e riformista definito come centro progressista.
L'UCR ha deciso di presentarsi alle elezioni sotto la lista Una Nazione Avanzata e il leader radicale Gerardo Morales corre per la vicepresidenza. 

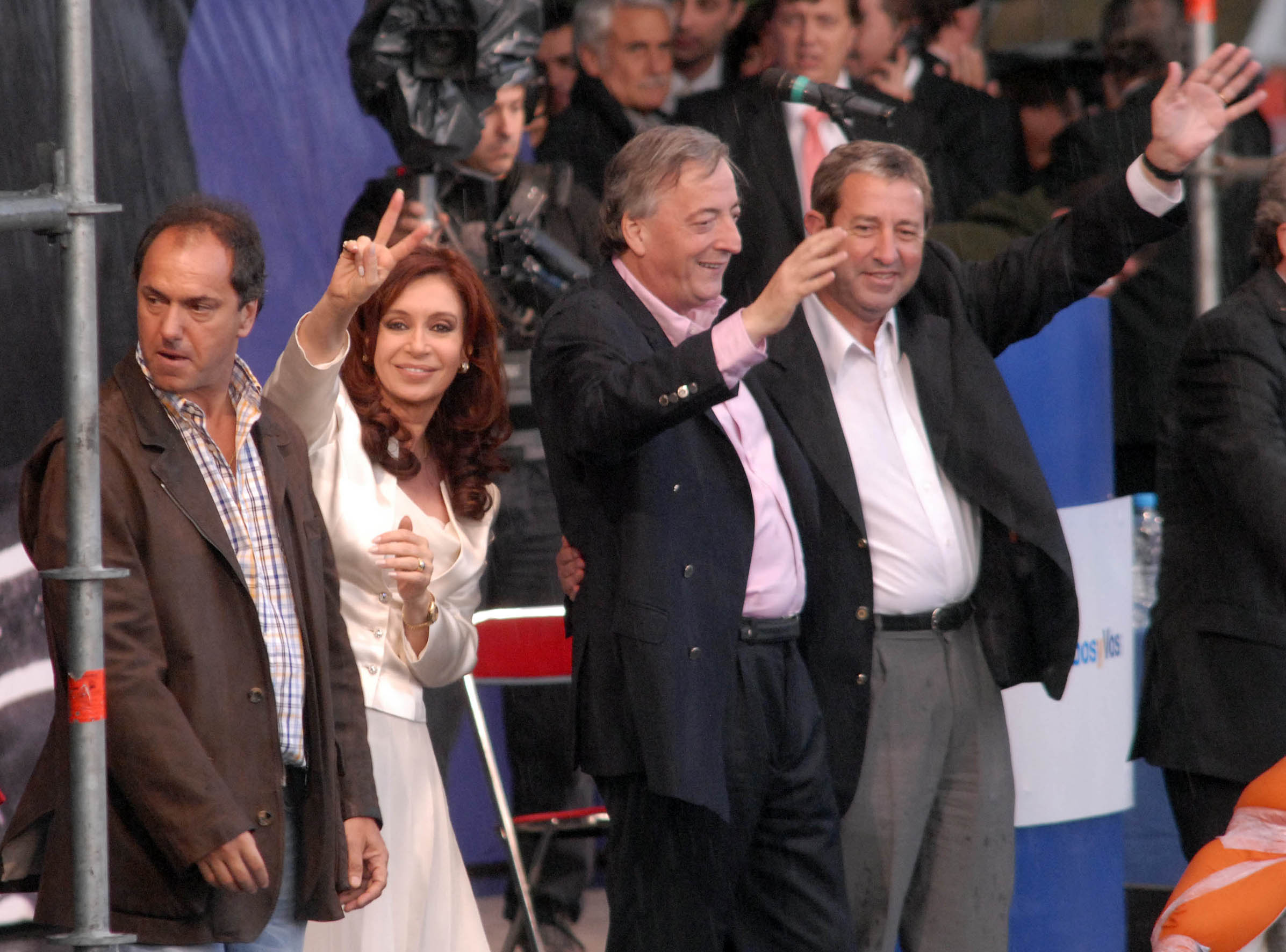
Il Presidente Néstor Kirchner assieme al suo vice Daniel Scioli (candidato a governatore della P. di Buenos Aires) con i candidati del FPV-PJ-RK Cristina Fernández e Julio Cobos.

Tuttavia non tutto il PJ (Partito Giustialista) ha condiviso la politica del Presidente Kirchner ritenuta troppo di sinistra e contraddittorio con la dottrina peronista che è considerata come centro solidarista e pragmatico. Per questo motivo il governatore della Provincia di San Luis Alberto Rodríguez Saá è stato candidato per il movimento Frente Justicia, Unión y Libertad di tendenza centrista peronista.
Intanto nel centrodestra argentino rappresentato dal Proposta Repubblicana capeggiato dal neoeletto sindaco di Buenos Aires Mauricio Macri decise di candidare il leader del partito liberale Ricardo Lopez-Murphy.

### Campagna elettorale
Intanto sia l'opposizione di centro-sinistra che quella di centro-destra accusano di nepotismo il Presidente Néstor Kirchner ma le respinge affermando che la sua decisione di non presentarsi alle elezioni è per via di questioni personali e dichiara che la moglie è alla altezza dell'incarico. In effetti la Fernández de Kirchner durante i quattro anni del marito è stata una first lady molto influente sulle scelte politiche. Intanto il kirchnerismo ottiene l'appoggio di numerosi partiti sia di Sinistra radicale sia dai partiti di centrosinistra dell'America Latina come il Partito Socialista Cileno e dalla coalizione Concertación de Partidos por la Democracia (centrosinistra) o il Partito dei Lavoratori di Lula da Silva, Presidente del Brasile. Ottiene l'appoggio dai socialisti spagnoli e da quelli francesi. Per questo motivo durante la campagna elettorale è giunto in Argentina José Luis Rodríguez Zapatero, Primo ministro della Spagna e Ségolène Royal ex candidata alla presidenza francese nel 2007. Michelle Bachelet Presidente del Cile dà il suo appoggio alla candidatura kirchnerista.
L'opposizione di centro-sinistra rappresentata dalla Coalizione Civica e dal Partito Socialista critica in particolare la concentrazione di potere nelle mani di due persone e accusa di corruzione alcuni membri del governo di Kirchner e auspica un ballottaggio. Elisa Carrió chiede un dibattito televisivo ma tale proposta è stata respinta dalla Kirchner.
Il centro-destra incalza il governo soprattutto sulle scelte di politica economica considerate troppo di sinistra e populista.
Queste critiche sono però vane perché gli argentini giudicano molto positivi i risultati ottenuti dal governo specialmente nel campo economico ma anche nella politica estera, adottando una politica più vicina agli altri paesi dell'America Latina e meno dipendente dagli Stati Uniti. Inoltre Kirchner viene intravisto come un uomo di sinistra e per questo sosatenuto soprattutto dalla classe operaia e dai poveri.

### Sondaggi
La totalità dei sondaggi dava per vincitrice la candidata del Fronte per la Vittoria e le sue intenzioni di voto oscillavano tra un 39 ed un 49% quindi fin dall'inizio della campagna elettorale si intuiva che sarebbe stata eletta al primo turno dato che i principali opponenti della Kirchner, Carrio e Lavagna erano molto indietro ed oscillavano tra il 10 e il 20% dei voti.
| Sondaggio                             | Data            | C. Kirchner | E. Carrió | R. Lavagna | R. López Murphy | Altri/NS/NR |
| ------------------------------------- | --------------- | ----------- | --------- | ---------- | --------------- | ----------- |
| Ipsos Mora y Araujo                   | gennaio 2007    | 37,0%       | 6,0%      | 6,0%       | -               | 51,0%       |
| Julio Aurelio                         | 24 gennaio 2007 | 36,5%       | 12,1%     | 20,0%      | -               | 31,4%       |
| Analogías                             | 12 marzo 2007   | 51,7%       | 13,9%     | 13,0%      | 5,6%            | 15,8%       |
| CEOP                                  | 6 luglio 2007   | 46,0%       | 11,3%     | 12,4%      | 5,5%            | 24,8%       |
| Analogías                             | 7 luglio 2008   | 46,2%       | 12,0%     | 11,1%      | 4,1%            | 26,6%       |
| Ipsos Mora y Araujo                   | 8 luglio 2007   | 45,0%       | 9,0%      | 10,0%      | 4,0%            | 32,0%       |
| Opinión Pública, Servicios y Mercados | 13 luglio 2007  | 48,2%       | 10,6%     | 11,9%      | 4,2%            | 25,1%       |
| CEOP                                  | 28 luglio 2007  | 47,0%       | 9,5%      | 12,0%      | 6,5%            | 25,0%       |
| Poliarquía Consultores                | 1º agosto 2007  | 34,0%       | 9,0%      | 12,0%      | 7,0%            | 27,0%       |
| Hugo Haime y Asociados.               | 17 agosto 2007  | 49,8%       | 9,9%      | 10,7%      | 4,4%            | 25,2%       |
| Ipsos Mora y Araujo                   | 28 agosto 2007  | 49,0%       | 9,0%      | 11,0%      | 3,0%            | 28,0%       |
| Poliarquía Consultores                | 3 ottobre 2007  | 39,8%       | 11,7%     | 7,9%       | 2,3%            | 38,3%       |
| Hugo Haime y Asociados                | 4 ottobre 2007  | 47,2%       | 13,0%     | 12,9%      | 4,0%            | 23,9%       |
| Equis                                 | 5 ottobre 2007  | 45,9%       | 14,9%     | 13,4%      | 3,9%            | 21,9%       |
| Analogías                             | 7 ottobre 2007  | 45,0%       | 11,5%     | 9,0%       | 3,3%            | 31,2%       |
| Opinión Pública, Servicios y Mercados | 9 ottobre 2007  | 46,1%       | 14,4%     | 13,0%      | 4,8%            | 21,7%       |
| CEOP                                  | 12 ottobre 2007 | 45,7%       | 14,6%     | 10,2%      | 3,5%            | 26,0%       |
| Analogías                             | 19 ottobre 2007 | 44,4%       | 13,9%     | 10,6%      | 2,9%            | 28,2%       |
| Hugo Haime y Asociados                | 23 ottobre 2007 | 47,9%       | 16,0%     | 11,1%      | 3,5%            | 21,5%       |
| Opinión Pública, Servicios y Mercados | 24 ottobre 2007 | 42,5%       | 16,1%     | 11,6%      | 1,6%            | 29,8%       |
| Analogías                             | 25 ottobre 2007 | 44,2%       | 15,9%     | 10,6%      | 2,8%            | 26,5%       |
| CEOP                                  | 26 ottobre 2007 | 44,3%       | 15,7%     | 10,6%      | 3,2%            | 26,2%       |
| Carlos Fara y Asociados               | 27 ottobre 2007 | 47,0%       | 16,0%     | 11,0%      | 2,0%            | 24,0%       |

## Risultati
| Candidati                      | Candidati           | Partiti                                                 | Voti       | %     |
| Presidente                     | Vicepresidente      | Partiti                                                 | Voti       | %     |
| ------------------------------ | ------------------- | ------------------------------------------------------- | ---------- | ----- |
| Cristina Fernández de Kirchner | Julio Cobos         | Fronte per la Vittoria                                  | 8 652 293  | 45,28 |
| Elisa Carrió                   | Rubén Giustiniani   | Coalizione Civica                                       | 4 403 642  | 23,05 |
| Roberto Lavagna                | Gerardo Morales     | Unione Civica Radicale/MID                              | 3 230 236  | 16,91 |
| Alberto Rodríguez Saá          | Héctor María Maya   | Frente Justicia, Unión y Libertad                       | 1 459 174  | 7,64  |
| Fernando Solanas               | Ángel Cadelli       | Partito Socialista Autentico                            | 301 537    | 1,58  |
| Ricardo López Murphy           | Esteban Bullrich    | Ricreare per la Crescita                                | 273 406    | 1,43  |
| Jorge Omar Sobisch             | Jorge Asís          | Movimento per le Provincie Unite                        | 268 401    | 1,40  |
| Vilma Ripoll                   | Héctor Bidonde      | Movimento Socialista dei Lavoratori                     | 142 528    | 0,75  |
| Néstor Pitrola                 | Gabriela Arroyo     | Partito dei Lavoratori                                  | 116 688    | 0,61  |
| José Alberto Montes            | Héctor Heberling    | Partito Socialista dei Lavoratori                       | 84 694     | 0,44  |
| Luis Alberto Ammann            | Rogelio de Leonardi | Partito Umanista                                        | 69 787     | 0,37  |
| Raúl Castells                  | Nina Pelozo         | Movimento Indipendente dei Disoccupati e dei Pensionati | 48 878     | 0,26  |
| Gustavo Luis Breide Obeid      | Héctor Vergara      | Partito Popolare della Ricostruzione                    | 45 318     | 0,24  |
| Juan Ricardo Mussa             | Bernardo Nespral    | Confederazione della Lealtà Popolare                    | 10 558     | 0,06  |
| Totale                         | Totale              | Totale                                                  | 19 107 140 | 100   |

## Esito
I risultati indicano la vittoria al primo turno della candidata peronista che ottiene oltre il 45% dei voti e per questo motivo non sarà necessario ricorrere al ballottaggio. Al secondo posto si colloca Elisa Carrió che nonostante abbia ottenuto il 23% dei consensi il suo risultato è stato imprevisto dai sondaggi che non la davano oltre il 15% e generalmente al 3º posto dietro all'ex ministro Lavagna che ottiene invece il 17% un risultato importante perché superiore ai sondaggi ma comunque deludente per l'Unione Civica Radicale.
Il vero sconfitto in queste elezioni è il partito di centrodestra Proposta Repubblicana che nonostante avesse conquistato la municipalità di Buenos Aires e ottenuto un discreto successo alle elezioni legislative del 2005 cala notevolmente sia alle presidenziali in cui il suo candidato ha ottenuto solo l'1,5% sia nel rinnovamento parziale del Congresso dove perde gran parte dei suoi parlamentari.
Da queste elezioni l'area politica di sinistra e centro-sinistra rappresentata dal Kirchnerismo, la Coalizione Civica e l'Unione Civica Radicale ne esce vittoriosa più che mai dato che complessivamente i candidati che si definiscono "progressisti" ottengono complessivamente l'85% dei voti mentre il blocco delle destre poco più del 9-10%.